# Pfarrkirche Stratzing

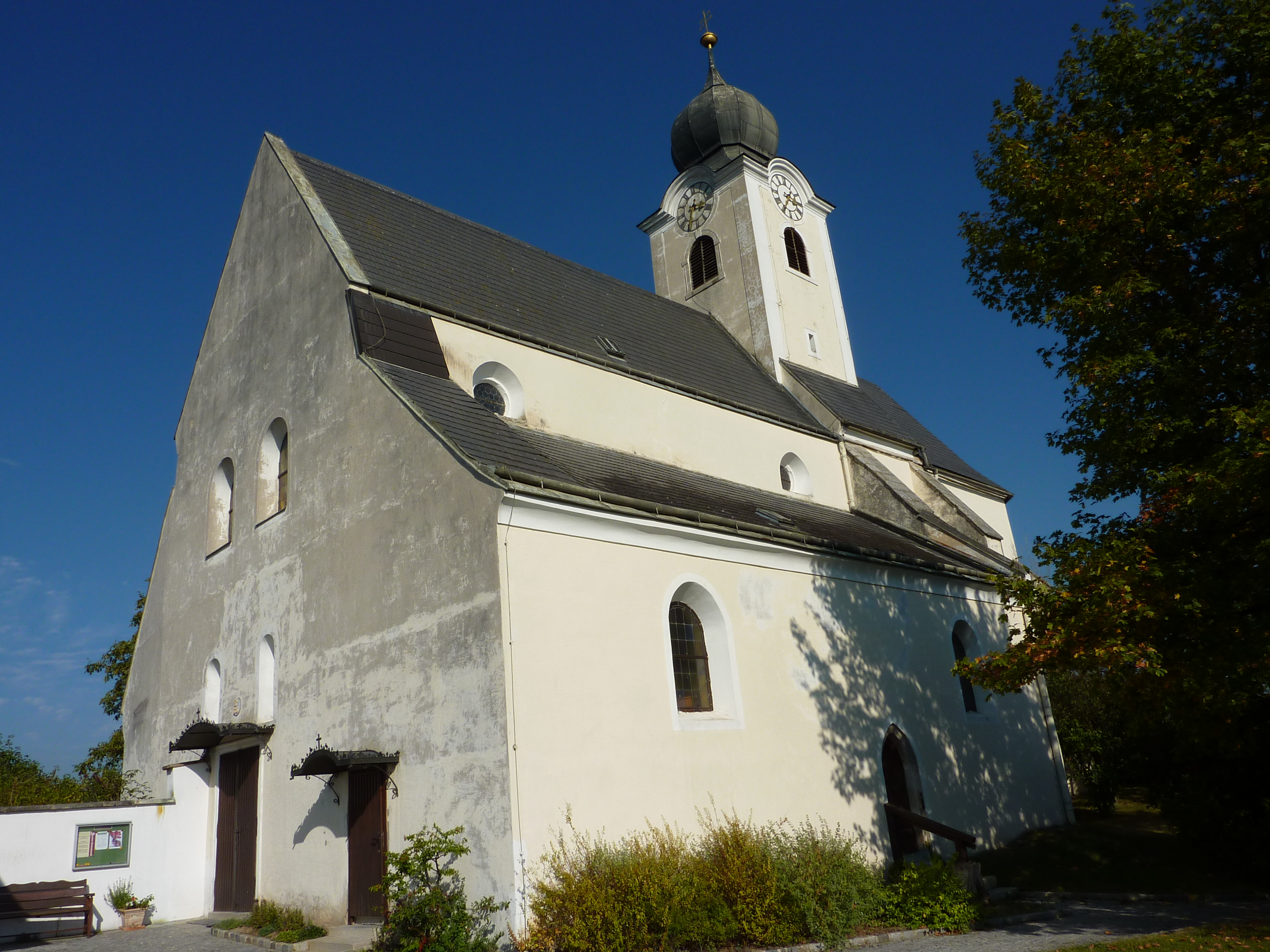
Katholische Pfarrkirche hl. Nikolaus in Stratzing

Die römisch-katholische Pfarrkirche Stratzing steht südlich über dem Markt der Marktgemeinde Stratzing im Bezirk Krems-Land in Niederösterreich. Die dem Patrozinium des Heiligen Nikolaus von Myra unterstellte Pfarrkirche gehört zum Dekanat Krems in der Diözese St. Pölten. Die Kirche steht unter Denkmalschutz (Listeneintrag).

## Geschichte
Die anfängliche Filialkirche von Krems war dem Stift Lilienfeld inkorporiert. Urkundlich wurde 1389 ein Pfarrer genannt. Im 16. Jahrhundert war die Pfarre protestantisch, 1612 wieder eine Pfarre von Krems. Ab 1629 wieder dem Stift Lilienfeld inkorporiert. 1954 wurde die Kirche restauriert, 1986 außen.

## Architektur
Der spätromanische Saalbau wurde spätgotisch zu einem basilikalen Langhaus erweitert, der Chor ist gotisch, der Chorturm spätromanisch/frühgotisch. Die Kirche ist von einer Bruchsteinmauer umgeben.
Das Kirchenäußere zeigt ein basilikales Langhaus mit barocken Rundbogenfenstern, die westliche Giebelfront hat Schlitzöffnungen vom romanischen Vorgängerbau. Das südliche gotische Spitzbogenportal zeigt Reste einer Polychromierung. Der eingezogene Chor hat einen Fünfachtelschluss und einfach abgetreppte Strebepfeiler, über dem ersten Chorjoch steht der im Kern frühgotische querrechteckige Turmaufsatz aus 1736 mit einer Lisenengliederung, Uhrengiebel und einem Zwiebelhelm, am Turmansatz sind drei mittelalterliche Kopfskulpturen eingemauert. Nördlich des Chores steht ein im Kern teils spätmittelalterlicher Sakristeianbau. In einer Nische befindet sich ein Kruzifix aus dem zweiten Viertel des 18. Jahrhunderts.
Das Kircheninnere zeigt eine dreischiffige dreijochige Basilika. Das im Kern romanische Hauptschiff hat ein spätgotisches Netzrippengewölbe aus sechszackigen Rautensternen aus dem Anfang des 16. Jahrhunderts, die Polychormierung der Rippen nach Proben erneuert. Die netzrippenunterwölbte Westempore aus 1522 ist in einem weiten Rundbogen geöffnet, die Maßwerkbrüstung aus ineinander greifenden Halbkreisen wurde im Mittelbereich erneuert. Das Hauptschiff ist mit Spitzbogenöffnungen zu den wesentlich niedrigeren Seitenschiffen des frühen 16. Jahrhunderts geöffnet, die zwei westlichen Joche der Seitenschiffe sind netzrippengewölbt, die östlichen Seitenschiffjoche sind durch Spitzbögen ausgeschieden, das nördliche Joch rechteckig mit einem Kreuzrippengewölbe und einem Rosettenschlussstein aus dem 14. Jahrhundert, das südliche Joch mit einem Fünfachtelschluss hat ein Kreuzrippengewölbe auf Faltkonsolen und Rosettenschlusssteine aus der ersten Hälfte des 14. Jahrhunderts. An den stark eingezogenen spitzbogigen Triumphbogen im Hauptschiff schließt ein zweijochiger Chor mit einem Fünfachtelschluss mit Kreuzrippengewölben auf konischen Anläufen und Rosettenschlusssteinen aus der ersten Hälfte des 14. Jahrhunderts an. In der südlichen Chorwand befindet sich eine Segmentbogensessionsnische mit einem profilierten Gewände und seitlich mit einem reliefierten gotischen Weinrankenfries mit Resten einer Polychromierung. Nördlich im Chor hat die tonnengewölbte Sakristei eine barocke Tür, die Sakramentsnische mit einer gemalten spätgotischen Rahmung zeigt im Aufsatz in schwarz-rot einen scheinarchitektonischen Kielbogen mit Fialen und Krabben, einen gesprengten Aufsatz mit Baldachin und die Figur Auferstandener Christus um 1500.
Das Kircheninnere zeigt spätbarocke marmorimitierende Malerei in den Arkaden- und Lichtgadenfensterlaibungen sowie am Triumphbogen, dort auch ein gemaltes Doppelwappen Lilienfeld und Abt Ambros Becziczka. Im Chor zeigt sich neugotisches Architekturmalerei aus dem Ende des 19. Jahrhunderts. Es gibt Konsekrationskreuze. In der Segmentbogennische gibt es eine spätgotische Kritzelinschrift. Im Polygonschluss des südlichen Seitenschiffes zeigen sich Reste einer frühgotischen Wandmalerei mit Kreuzen in geometrischen Rahmen mit Figuren Maria und Johannes und im Scheidbogen einen hl. Bischof. An der Langhausnordwand zeigen sich Reste von frühbarocker Malerei mit Laubwerkrahmen mit Vasenaufsätzen und Engelfiguren in Grisaille mit dem Bild Heilige Familie mit irdischer und himmlischer Dreifaltigkeit aus 1677. Die Glasmalerei im Chor zeigt die Heiligen Josef und Maria um 1900.

## Einrichtung
Der Hochaltar als freistehender Sarkophagaltar mit einem Marmortabernakel hat dahinter ein Wandretabel mit Pilastern und einem Volutenauszug aus 1769, er zeigt das Altarblatt hl. Nikolaus mit einer Ansicht von Stratzing von Martin Johann Schmidt 1784 flankiert von Engelsfiguren.
Die Orgel in einem neugotischen Gehäuse baute Max Zachistal & Franz Capek 1899.

## Grabdenkmäler
Innen
- Es gibt fünf passauische Priestergrabsteine um 1600.
- Im Chorboden eine Grabplatte zu Placidus Rosenberger 1728.